# Episodi di Yamato Nadeshiko shichi henge

Kyohei acceca con la sua brillantezza la povera Sunako

Questa è la lista degli episodi dell'anime Yamato Nadeshiko shichi henge tratta dalla serie shōjo manga scritto da Tomoko Hayakawa intitolato in italiano Perfect Girl Evolution.
Nippon Animation ha adattato parte del manga in venticinque episodi di una serie animata che è andata in onda su TV Tokyo e TV Aichi dal 3 ottobre 2006 al 27 marzo 2007; qui la trama presenta alcune differenze minori rispetto al fumetto originale, quali il verificarsi di determinati eventi in un ordine cronologico differente o alcuni personaggi minori che vengono a giocare un ruolo maggiore.

La serie TV è inedita in Italia. Ispirata alla stessa storia nel 2010 è stato infine prodotto anche un dorama live action in 10 puntate con lo stesso titolo (Yamato Nadeshiko shichi henge) e che vede l'idol J-pop Kazuya Kamenashi interpretare il ruolo del protagonista maschile. 

## Lista episodi
| Nº | Titolo italiano (traduzione letterale) Giapponese 「Kanji」 - Rōmaji | In onda          | In onda |
| Nº | Titolo italiano (traduzione letterale) Giapponese 「Kanji」 - Rōmaji | Giapponese       |         |
| 1  | La luce che risplende nell'oscurità 「暗闇に射し込む光」 - Kurayami ni sashikomu hikari | 3 ottobre 2006   |         |
| 1  | Quattro bishōnen liceali fanno un accordo con la loro padrona di casa: se riusciranno a trasformare la giovane nipote in una signorina (Yamato Nadeshiko) a tutti gli effetti, potranno vivere gratuitamente nella grande villa che hanno affittato. Se falliranno però l'affitto verrà loro triplicato. La ragazza che si vedono arrivare ha davvero un brutto aspetto, trasandata e senza alcun apparente senso estetico; inoltre si muove con una frangia di capelli che le copre parzialmente il viso. In realtà ella ha avuto precedentemente il cuore spezzato da un amore non corrisposto due anni prima ai tempi delle medie e da allora in poi, sentendosi brutta e inadeguata, ha iniziato a viver come un eremita guardando film dell'horror e collezionando tutta una serie di macabri oggetti. |                  |         |
| 2  | Catturare La Cortina Di Ferro! 「鉄のカーテンを攻略せよ!」 - Tetsu no Kāten o kōryaku seyo! | 10 ottobre 2006  |         |
| 2  | I ragazzi cercano di tagliar a Sunako la fascetta che gli copre gli occhi, ma senza riuscirci; più tardi la ragazza entra accidentalmente in bagno quando Kyohei si sta docciando, dalla sorpresa egli salta dalla finestra e come risultato si prende un bel raffreddore. A scuola un gruppetto di ragazze ganguro, gelose della familiarità che Sunako pare avere coi loro quattro beniamini, la portano in palestra con la forza e stanno quasi per tagliargli i lunghi capelli scuri; viene salvata appena in tempo da Kyohei apparso provvidenzialmente in aiuto. Il ragazzo finisce però come diretta conseguenza a letto con un febbrone da cavallo; Sunako, che deve prendersi cura di lui, medita a un modo per sopprimerlo e così liberarsi dall'intollerabile lucentezza che pare in ogni situazione emanare. |                  |         |
| 3  | Ah, la mia nostalgica oscura giovinezza 「ああ, 懐かしの暗い青春」 - Aa, natsukashi no kurai seishun | 17 ottobre 2006  |         |
| 3  | Quattro membri d'uno dei più rinomati Host club del paese si presenta da Kyohei con l'intento di assumerlo. Sunako nel frattempo si ritrova ad esser sempre più determinata a sopprimere il ragazzo, pensando di non poter in alcun modo sopravvivere vivendo nella stessa casa con un bishōnen come Kyohei: tuttavia, proprio lei si troverà costretta a salvarlo dai reclutatori che lo stavano per rapire. La padrona di casa, durante la festa di benvenuto indetta per la nipote, affida ufficialmente ai 4 giovani di far di Sunako una signora presentabile il più presto possibile. |                  |         |
| 4  | Sunako abbiamo bisogno di te! 「スナコ, およびです」 - Sunako, oyobi desu | 24 ottobre 2006  |         |
| 4  | L'intera classe affida a Sunako il compito di realizzar per l'annuale festival scolastico una casa stregata; Kyohei però s'accorge presto ch'è un tentativo, da parte del rappresentante degli studenti, di farle far tutto il lavoro da sola. Allora egli s'attiva per aiutar la ragazza reclutando un bel po' di ragazzi, render così la sua casa stregata la migliore di tutto l'istituto e farle vincere il primo premio al concorso ch'è stato indetto. Alla fine riescono a risultar vincitori tutti e quattro i coinquilini di Sunako, ma solo Kyohei si decide a ritirare la somma della vincita; ma solamente per devolverla subito dopo al pagamento dei danni di un'esplosione che aveva causato in precedenza. |                  |         |
| 5  | Eleganti e brillanti creature 「美しきものたちの宴」 - Utsukushiki monotachi no utage | 31 ottobre 2006  |         |
| 5  | Una delle immagini scattate a Sunako durante il festival ed apparsa in una rivista locale attira l'attenzione d'un famoso fotografo che vuole farne subito una sua modella; dopo essersi accorto però della cupa e un po' gotica aura che la ragazza pare emanar, la sostituisce con Yukinojo. Tutti e quattro i coinquilini di Sunako, però, sentendosi fortemente offesi dalle parole negative espresse dal fotografo nei confronti della giovane, ritirano subito il loro appoggio. Sono infine invitati ad una sua mostra dove, tra le altre, c'è anche un'immagine scattata loro di nascosto che li vede tutti assieme: il fotografo è riuscito ad utilizzar quell'immagine come la più grande attrazione della mostra. |                  |         |
| 6  | L'Halloween dei miei sogni 「夢見るハロウィン」 - Yume miru Harowin | 7 novembre 2006  |         |
| 6  | Sunako sembra essersi improvvisamente quanto misteriosamente ammalata: non esce più dalla sua stanza e di conseguenza in casa cominciano ad accumularsi sacchi di spazzatura. I quattro bishōnen si rendono ben presto conto d'esser del tutto incapaci d'occuparsi delle faccende domestiche; provano allora a chieder l'aiuto e a collaborazione di Noi, ma anche lei si rivela non molto brava a rassettare. Alla fine il motivo del malore di Sunako è svelato: ella s'era scordata dell'appena trascorsa festa di Halloween e non aveva potuto fare i suoi auguri e donar i regali preparati ad uopo per gli adorati manichini. I cinque amici allora organizzano, sebbene un po' in ritardo, la festa per tirarle su il morale. |                  |         |
| 7  | Sono il numero uno 「アイ アム ナンバーワン」 - Ai amu Nambā Wan | 14 novembre 2006 |         |
| 7  | Il capo di una banda di teppisti s'innamora perdutamente di Sunako: pensando che Kyohei sia il suo rivale in amore da battere il boss lo sfida a duello, affermando che al vincitore sarà assegnata la ragazza come amante. Ma nel momento in cui Kyohei sta per aver la peggio, Sunako si scaglia contro il suo avversario mettendolo presto al tappeto: tutti rimangono tramortiti dall'inusuale forza dimostrata dalla giovane. In sovrappiù, per un tragico errore, i membri della banda "rapiscono" Hiroshi, l'amatissimo manichino anatomico di Sunako. |                  |         |
| 8  | Meraviglioso posto invernale 「Winter Wonder Land」 | 21 novembre 2006 |         |
| 8  | I ragazzi si chiedono se forse non si stanno approfittando troppo di Sunako facendola cucinare costantemente per loro; al fine di rendersi un po' più autonomi in questo senso accettano un'offerta di lavoro come camerieri in un ristorante di lusso. Contemporaneamente il più grande desiderio di Kohey è quello di mangiare nabemono su un kotatsu, in quanto vuole sperimentar la tradizione invernale della cucina giapponese. Andando a far la spesa in compagnia di Sunako (conosciuta da tutti col nomignolo "la ragazza spaventosa"), per preparar al meglio la cena sul kotatsu, tutti per la strada cominciano a fraintender il loro rapporto, credendo che siano ufficialmente fidanzati. In aggiunta a ciò il gruppo delle ragazze fans di Kohey irrompe sulla scena calpestando la spesa; ma i due non demordono e mentre Kyohei aiuta un contadino nell'orto per farsi dare in cambio un po' di verdure, Sunako riesce a costruir a mano un kotatsu di legno. Riescono infine nel loro intento e, assieme a Noi, riescono ad allestire in villa un meraviglioso banchetto: finalmente Kyohei può' assaporar il nabe tradizionale come mai ha potuto fare in famiglia. |                  |         |
| 9  | Perdita di sangue e di fatica nello spettacolo dell'amore (prima parte) 「温泉は湯けむり血しぶき恋しぐれ(前編)」 - Onsen wa yukemuri chishibuki koishigure (zenpen) | 28 novembre 2006 |         |
| 9  | I quattro bishonen coinquilini di Sunako si dirigono, assieme a lei e a Noi, alle terme nelle famose sorgenti d'acqua calda. Mentre Ranmaru sembra intrattenere una relazione con la moglie del proprietario, Sunako cerca di fare in modo che Takenaga e Noi possano passar un po' di tempo tranquillamente da soli. Ciò la porta ad intraprendere una furibonda partita di ping pong con Kyohei; ma proprio al termine della sfida si scontrano casualmente, scambiandosi un bacio involontario. |                  |         |
| 10 | Perdita di sangue e di fatica nello spettacolo dell'amore (seconda parte) 「温泉は湯けむり血しぶき恋しぐれ(後編)」 - Onsen wa yukemuri chishibuki koishigure (kōhen) | 5 dicembre 2006  |         |
| 10 | Il gestore delle terme è stato trovato morto, assassinato: Sunako decide che non può certo lasciarsi scappar l'occasione di indagare sul 'meraviglioso' (a suo dire) fatto di sangue e si mette così a curiosare in giro. Si scopre presto che la responsabile di aver ideato l'omicidio è la moglie del padrone, la quale ha convinto il cuoco di effettuar il crimine. Vistasi smascherata la donna trama d'uccider Sunako bruciandola viva all'interno del vecchio magazzino dismesso nel bosco; per fortuna è stata raggiunta da Kyohei che la salva. Sunako ha registrato tutta la conversazione avuta con la colpevole tramite una videocamera; ella non ha fatto altro che fingere e servirsi di Ranmaru per i propri loschi scopi, cercando infine d'addossargli la colpa dell'omicidio. |                  |         |
| 11 | Stiamo nel bel mezzo degli esami! 「ただいま テスト 勉強チュー」 - Tadaima Tesuto benkyōchū | 12 dicembre 2006 |         |
| 11 | Sunako ha urgente bisogno di lezioni di ripasso in matematica in quanto, se non supera gli esami, i 4 ragazzi con cui vive assieme avranno l'affitto di molto aumentato. A questo punto Kyohei, punto nel vivo dalla sfida ricevuta dalla stessa Sunako, comportandosi da perfetto nerd inizia un difficile quanto intensivo cammino di studio; gli altri tre nel frattempo cercan di dar una mano per quanto possono aiutandoli. Il repentino cambiamento di atteggiamenti di Kohei produce intanto un autentico putiferio tra le studentesse, che ne rimangono letteralmente sconvolte. Sunako intanto ricorda con terrore l'incidente al tavolo di ping pong alle terme che le ha fatto baciare quell'essere radioso e non riesce più a concentrarsi sulle equazioni; Kyohei le fa capire che è una cosa davvero da nulla e che non si deve in alcun modo preoccupare. Infine Sunako non riesce a passar l'esame perché ha messo le risposte giuste nei problemi di matematica sbagliati. |                  |         |
| 12 | Oh, la mia dolce casa 「Oh, my sweet home!」 | 19 dicembre 2006 |         |
| 12 | I quattro ragazzi pensano ognuno al loro primo Natale passato insieme, poco dopo essersi conosciuti; si erano allora appena trasferiti ed erano molto differenti caratterialmente da quanto non siano ora. Pur con modalità diverse, Takenaga, Yuki e Ranmaru provengono da famiglie con cui hanno un rapporto problematico; discutendone, ai tre capita di entrare in aspra polemica e causano un disastro in sala da pranzo la quale ne risulta infine letteralmente sottosopra. Kyohei è stato l'ultimo ad arrivar alla villa ed aggiungersi ai bishonen, invitato dalla padrona: col suo arrivo però iniziano anche continue telefonate e lettere provenienti da ammiratrici del ragazzo, pare difatti che tutte le studentesse del paese siano alla ricerca di Kyohei. Per cercar di risolvere la situazione dovrà uscire lo stesso Kyohei e la padrona di casa, che convince la polizia a far sgombrare la zona. |                  |         |
| 13 | Si Signore 「ウィ, ムッシュウ!」 - Ui, musshū | 26 dicembre 2006 |         |
| 13 | Yuki ha appena ricevuto un cesto pieno di strani funghi appena raccolti. Dopo averli cucinati, Sunako prova a mangiarne uno e magicamente si ritrova trasformata tutta in un colpo in una Yamato Nadeshiko a tutti gli effetti. Inizialmente felicissimi dell'accaduto, i ragazzi però si dovranno presto ricredere; cercheranno pertanto un modo per farla tornare il prima possibile com'era precedentemente. |                  |         |
| 14 | La bella addormentata nel bosco 「眠れる森のお嬢様」 - Nemureru mori no ojō-sama | 9 gennaio 2007   |         |
| 14 | Ranmaru riceve una telefonata dal padre il quale lo avvisa del suo avvenuto fidanzamento con una ragazza scelta dall'uomo per lui. Deciso a rompere a tutti i costi l'impegno preso a suo nome senza la propria autorizzazione, i quattro amici mettono in atto una specie di complotto per far apparire Ranmaru del tutto indegno d'esser un buon marito, più che mai rozzo e sgarbato. Senza alcun successo, tuttavia, in quanto la giovane Tamao comincia subito a prendere in simpatia le fasulle personalità di Ranmaru. Dopo un po', però, comincia a rendersi conto che il ragazzo non prova alcun interesse per lei: sentendosi in colpa, egli le fa visita nel cortile della scuola per scusarsi; ma proprio allora fanno irruzione tutte le ragazze a cui Ranmaru ha fatto la corte fino a quel momento, il che fa scappare Tamao sconvolta. |                  |         |
| 15 | Pirati del Tres Bien 「パイレーツ オブ トレビアン」 - Pairētsu obu Tore Bian | 16 gennaio 2007  |         |
| 15 | Sunako e gli altri sono stati invitati dalla signora Nakahara in un'isola deserta da lei appena acquistata per farne un resort di vacanze; una leggenda narra che un famoso pirata dei tempi passati vi abbia seppellito un grande tesoro. Mentre Kyohei si lancia alla ricerca del tesoro nascosto, Sunako inizia a cercare scheletri sepolti; ma, quando finalmente la ragazza sembra averne trovato uno, ecco che viene posseduta dallo spirito del pirata. A questo punto inizia a causare una notevole quantità di problemi ai ragazzi, attivando contro di loro varie trappole che erano state disseminate per tutta l'isola; mentre anche Noi raggiunge l'isola, preoccupata per Takenaga. Uno alla volta i ragazzi cominciano ad aver allucinazioni ed esser posseduti a loro volta dagli spiriti della ciurma del pirata. Alla fine Kyohei, con notevole sforzo, riesce a far tornare alla superficie della mente di Sunako l'amore che porta verso gli scheletri; il fantasma viene così scacciato dal suo corpo e tutto torna alla normalità. |                  |         |
| 16 | I sogni diventano realtà? 「ドリーム カムズ トゥルー」 - Dorīmu Kamuzu Torū | 23 gennaio 2007  |         |
| 16 | L'istituto frequentato dai protagonisti ha appena indetto un festival sportivo e, stranamente, sia Sunako che Kyohei sembrano decisi a parteciparvi volentieri. A capo delle rispettive squadre si sfidano a tutte le gare, divenendo così via via sempre più competitivi, giungendo fino ad atti estremi per cercar di aver la vittoria in pugno. Durante l'ultima sessione di gare, dopo essersi sfidati all'ultimo duello, finiscono per partecipare non più con l'intento di sopraffar l'avversario, ma esclusivamente per raggiungere i propri obiettivi personali. |                  |         |
| 17 | Brave ragazze!! 「ガールズ ブラボー!!」 - Gāruzu Burabō!! | 30 gennaio 2007  |         |
| 17 | Tamao continua a desiderare ardentemente d'essere amata e sentirsi parte di Ranmaru, anche dopo aver saputo il numero immenso di ragazze che questi ha frequentato fino ad allora; Noi allora le suggerisce di trascorrere assieme l'intera giornata in un salone di bellezza, ed alla fine decidono di portar con loro anche una recalcitrante Sunako. Nel frattempo, a casa, Ranmaru e Takenaga iniziano ad imbastire un litigio che verte proprio sulle ragazze. Al suo ritorno Sunako prepara una cena per le due amiche con l'intento di sdebitarsi e mostrar così la dovuta riconoscenza per essersi volute prender cura di lei. Ma dei commenti impropri che Ranmaru e Takenaga si lasciano sfuggire nei confronti di Noi e Tamao mandano tutto all'aria; i due ragazzi devono pertanto scusarsi per il loro comportamento maleducato. |                  |         |
| 18 | Un sogno, un amore reciproco 「夢·相思 相愛」 - Yume sōshi sōai | 6 febbraio 2007  |         |
| 18 | I quattro ragazzi, nel tentativo di convincere Sunako a variare abbigliamento, attuano la misura estrema di ristrutturar il palazzo in stile neogotico. Tuttavia, mentre si trova al mercato cittadino per far compere indossando il nuovo abito che la fa sembrare ancora più cupa e spaventosa, Sunako viene invitata da un bambino all'interno della tenda che ha allestito al parco come "rifugio segreto". Gli estranei che assistono però credono che abbia preso il bimbo in ostaggio; arrivano le televisioni e la polizia: tocca a Kyohei mascherato da principe su un cavallo bianco correre al soccorso dell'amica e salvarla. |                  |         |
| 19 | La battaglia per la pollastra di San Valentino 「バトルチック バレンタイン」 - Batoruchikku Barentain | 13 febbraio 2007 |         |
| 19 | La mattina del giorno di san Valentino è un momento davvero tragico per i quattro giovani bishōnen; vengono subito difatti bombardati da lettere profumate, messaggi d'amore e regali di cioccolata da una folla sterminata di studentesse, e non solo. I ragazzi riescono a stento a sfuggir dalle loro grinfie scappando i direzione della scuola; Sunako intanto, che ha una passione spasmodica nei confronti della cioccolata, cerca d'impossessarsi di qualcuno dei pacchettini regalo lanciati contro i suoi coinquilini. |                  |         |
| 20 | Test d'amore 「愛の試練」 - Ai no shiren | 20 febbraio 2007 |         |
| 20 | Kyohei rimane sconvolto rendendosi conto che Hiroshi, il manichino che Sunako conserva gelosamente in camera sua, risulta essere per la ragazza molto più importante di lui: lei lo ha trovato difatti in un cassonetto dell'immondizia durante un terribile acquazzone appena dopo esser stata rifiutata dal ragazzo delle medie a cui s'era dichiarata due anni prima. Ma un gruppo di studentesse, credendo che il manichino sia importante per Kyohei, lo portano via di soppiatto dal giardino; la sua sparizione getta subito Sunako nel panico. Ella si getta immediatamente alla sua ricerca, ma senza alcun risultato fino a quando le "rapitrici" non si mostrano per ricattarla: in cambio del manichino Sunako deve consegnar loro Kyohei. La ragazza sorprendentemente rifiuta ma è Kyohei a quel punto, volendo aiutar l'amica, ad accettare lo scambio. Dopo qualche ora il bel giovane riappare con Hiroshi sottobraccio: è riuscito a soddisfare pienamente le ragazze mettendosi a torso nudo senza la camicia e lasciandosi servire per tutto il tempo tè e pasticcini.                                                                                             |                  |         |
| 21 | Ricordi color seppia 「セピア色の思い出」 - Sepia-iro no omoide | 27 febbraio 2007 |         |
| 21 | Il padre di Sunako, un omone grande e grosso dall'aspetto minaccioso, è appena giunto in visita alla figlia dopo aver sentito delle voci che facevano di Kyohei il suo amante e subito lo sfida a duello; ma, dopo aver conosciuto un po' meglio il ragazzo ed aver passato un po' di tempo con lui, l'uomo si rende conto che Kyohei è un bravo giovane e di buon cuore. Si viene poi a sapere la storia di quando sconfisse un orso a mani nude per farne l'amico della piccola Sunako; venne però ferito alla schiena da una zampata e da allora la cicatrice si fa sentire. Crede che la figlia lo odi in quanto non gli permette di entrar nella sua stanza, ma Sunako glielo impedisce perché sa che il padre prova un sacro terrore nei confronti degli oggetti spaventosi tanto amati invece dalla giovane. Se ne tornerà a casa sua accompagnato dalla bellissima moglie - la madre di Sunako - e dopo aver affidato la figlia alle cure di Kyohei. |                  |         |
| 22 | Un principe in tenuta da pecora 「羊の皮をかぶった王子様」 - Hitsuji no kawa wo kabutta ōji-sama | 9 marzo 2007     |         |
| 22 | Kyohei viene rapito da un gruppo di commercianti mascherati che, da quando il ragazzo è andato via di casa, sono ridotti quasi sul lastrico in quanto non c'è più alcuna folla di ragazze nelle vicinanze: accidentalmente però viene portata via anche Sunako. Condotti in una grotta in montagna stanno per essere sottoposti ad un rito occulto. Gli amici intanto si lanciano all'inseguimento. Yuki fortunosamente riesce ad entrar nel loro nascondiglio travestito, mentre Sunako sembra riesca ad evocar gli spiriti provocando in tal modo il caos tra i rapitori: Yuki riesce a salvare l'amico grazie al suo bel visino, mentre Sunako finisce condotta da uno dei commercianti a casa dei genitori di Kyohei. |                  |         |
| 23 | L'occhio del ciclone torna a casa 「台風の目, 帰宅する」 - Taifū no me, kitaku suru | 13 marzo 2007    |         |
| 23 | Kyohei deve tornar a casa dalla famiglia per recuperare Sunako; costretti a passar la notte nella stessa stanza, Sunako si rifiuta categoricamente di dormire vicino a lui, ché è un essere troppo luminoso. La ragazza poi discutendo con i genitori di Kyohei viene a conoscere un po' meglio la situazione del giovane, che è dovuto andar via di casa perché la madre non riusciva più a sopportar il continuo disturbo arrecato dalle numerosissime fans del figlio le quali giorno e notte inviavano lettere e pacchettini regalo, telefonavano e suonavano il campanello. Sunako sente immediatamente una certa sintonia con la povera madre frustrata di Kyohei e cerca d'aiutarla eliminando tutti gli specchi e le creme di bellezza: per esser felice e star bene non deve più confrontar il proprio aspetto con quello altrui. Dopo esser riusciti a far allontanare la folla di studentesse innamorate che s'era subito accalcata davanti all'ingresso di casa, i due tornano alla villa. |                  |         |
| 24 | L'occhio del ciclone se ne va 「台風の目, 迷走する」 - Taifū no me, meisō suru | 20 marzo 2007    |         |
| 24 | Dopo aver deciso di scappare e non farsi più vedere alla villa, perché Sunako gli ha detto di non volerlo aver attorno, Kyohei viene visto abbuffarsi in diversi ristoranti della città; resosi così famoso, inizia ad esser seguito dalle televisioni (diventando, nel contempo, capo di una gang di strada). Nel frattempo, sotto un'apparenza falsamente indifferente, Sunako pare esser più depressa e abbattuta del solito. I ragazzi, con l'aiuto di Noi, cercano di convincere l'amico a tornare a casa, tramite una trasmissione TV che pubblicizza il ristorante per il qual avevano temporaneamente lavorato in precedenza. Infine, anche la zia di Sunako assiste alla trasmissione mentre sta ritornando in aereo in Giappone: rendendosi conto che non sono affatto riusciti a trasformare la nipote in una perfetta signorina, furiosa si fionda alla villa. |                  |         |
| 25 | La strada per diventare una signorina 「レディへの道」 - Redi he no michi | 27 marzo 2007    |         |
| 25 | La signora Nakahara si ritrova come un uragano davanti ai quattro ragazzi, ma Sunako fortunatamente riesce a portare la calma: promette alla zia di andar alla festa in abito da sera ch'ella ha preparato per il suo ritorno e per presentar la nipote all'alta società cui appartiene, se lei si sforza di diventare una "perfetta casalinga"! Ma la donna, abituata ad esser servita in tutto e per tutto non riesce molto bene, capisce così che anche la nipote non può diventar contro la propria volontà quello che lei vorrebbe. La sera della festa, aiutata dagli amici, Sunako si sforza di accontentar per quanto possibile la zia e si presenta assieme a loro; anche la ragazza ha capito che, per quanto possibile, deve cercar in ogni caso d'affrontar il cammino che deve portar alla luce la propria femminilità nascosta, ma liberamente e senza costrizioni. La zia, al settimo cielo, affida ai quattro bishonen un nuovo compito: rendere Sunako una super-perfetta signorina. |                  |         |